# Wilhelm Zillen
Johannes Wilhelm Zillen, auch Vilhelm Zillen (* 14. Januar 1824 in Schleswig, Herzogtum Schleswig; † 14. März 1870 in Kopenhagen), war ein deutsch-dänischer Tier-, Genre- und Landschaftsmaler sowie Radierer und Illustrator der Düsseldorfer Schule.

## Leben

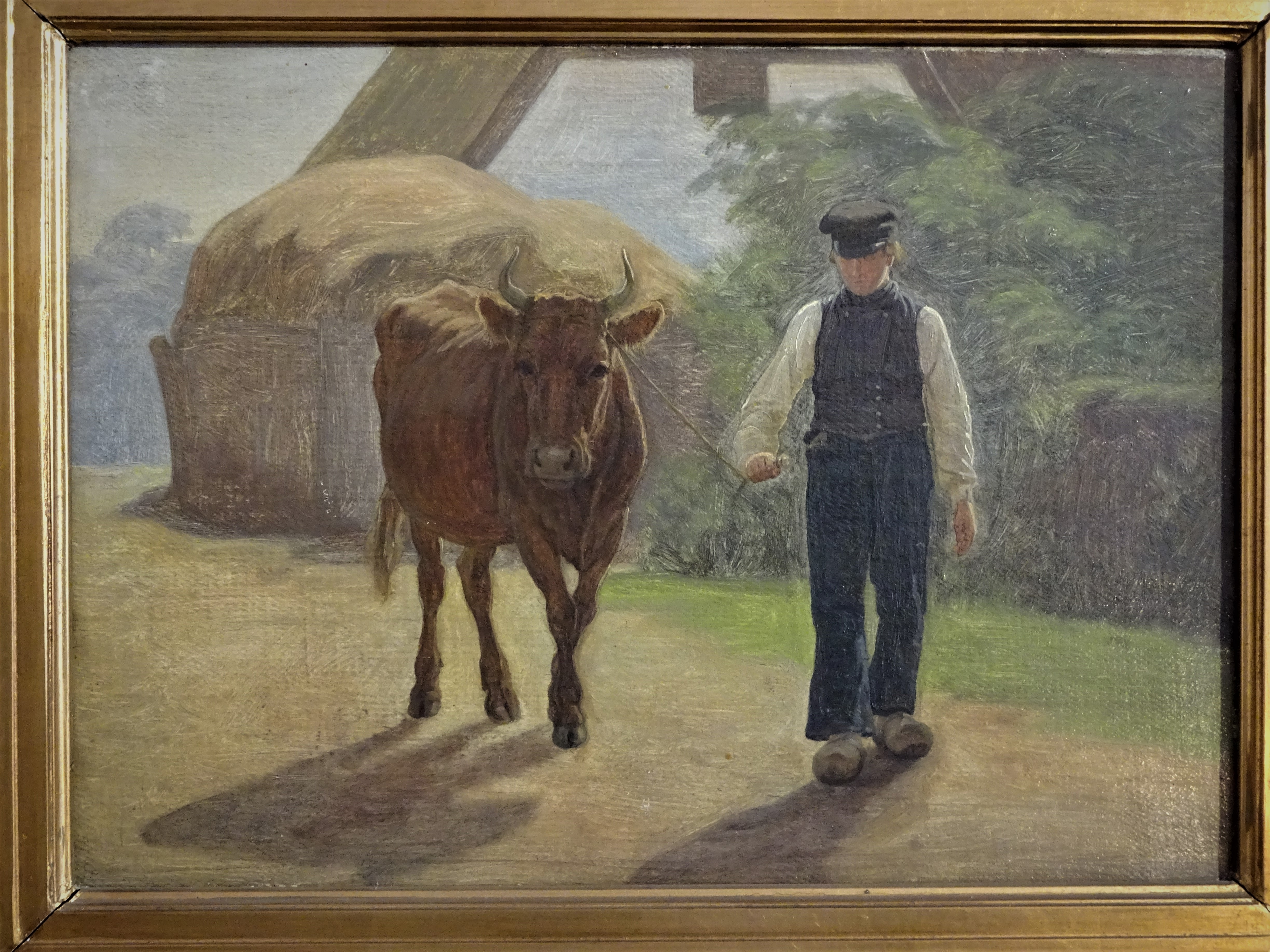
Johannes Wilhelm Zillen: Hütejunge mit Kuh, undatiert, Stadtmuseum Schleswig

Zillen, Sohn des Goldschmieds Jakob Zillen und dessen Ehefrau Anne Cathrine, geborene Witzel, arbeitete zunächst in einem Kontor. 1845 kam er nach Kopenhagen. Dort besuchte er die Königlich Dänische Kunstakademie, die er bald wieder verließ. In den Jahren 1845 bis 1847 arbeitete er im Bildhaueratelier von Herman Wilhelm Bissen. Noch in den 1840er Jahren ging er zur Malerei über. 1852 heiratete er Lisette Louise Larsen (oder Lau, 1825–1884). Im Jahr 1854 zog er nach Düsseldorf, wo er bis 1856 blieb. In Düsseldorf verkehrte er insbesondere im Umfeld der skandinavischen Maler Sophus Jacobsen, Peter Nicolai Arbo und Werner Holmberg, mit denen er etwa im Sommer 1854 die Landschaft des Neandertals durchstreifte. 1857 ließ er sich wieder in Kopenhagen nieder. Er nahm an zahlreichen Ausstellungen teil. Sowohl seine Gemälde als auch seine Radierungen, in denen Landschaften mit pastoralen Tierstaffagen vorherrschen, waren sehr gefragt.

## Werke (Auswahl)

### Ölmalerei
- Stall mit Kaninchen und einer Ziege, 1846
- Jagdhunde in einem Interieur, Öl auf Leinwand, 1850
- Landschaft mit Hund und Schafen auf einer Weide, Öl auf Leinwand, 1865
- Schafe auf einer Heidewiese bei einem Findling, Öl auf Leinwand, 1866
- Kühe auf einem Feld, Öl auf Leinwand, 1866
- Heuernte bei einem Bauernhaus in einer flachen Flusslandschaft, Öl auf Leinwand
- Hütejunge mit Kuh, Öl auf Leinwand, Stadtmuseum Schleswig
- Landskap med køer (Landschaft mit Kuh), Öl auf Leinwand
- Viehtrieb an einem Feldweg, Öl auf Leinwand
- Dänisches Sommeridyll, Öl auf Leinwand
- Sommeridyll auf einem Bauernhof, Öl auf Leinwand

### Illustration
- Gotfred Rode (Hrsg.): Fortællinger og Vers for større og mindre, 1858, zwei Illustrationen
- Ludvig Frederik Boths: Natur og Folkeliv i Jylland. Reiseskizzer med 6 Billeder af W. Zillen, 1862, sechs Illustrationen